# Ousseltia
Les Ousseltia (arabe : الوسالتية), Oueslat ou Oueslatia, sont une tribu tunisienne originellement établie dans le djebel Ousselat.
Ils sont connus pour avoir fait à maintes reprises la guerre au bey de Tunis. 

## Histoire

### Origines
Les habitants du djebel Ousselat sont originellement issus de la tribu berbère des Mazata. Ils se mêlent par la suite aux Kaoub sulaymites. Le nom de la confédération des Ousseltia apparaît alors lors du mélange des berbères du djebel aux Kaoub envahisseurs. Le nom Ousseltia viendrait du mot arabe oussel/ouassla qui signifierait « réunion, union », pour parler de l'union entre les Berbères du djebel et les Arabes Kaoub. De plus, de nombreuses familles issues des Kaoub revendiquent une ascendance Ousseltia, tout en assumant la lignée Kaoub, c'est le cas des Ousseâia.
Une autre hypothèse de l'historien Arthur Pellegrin indique que le nom proviendrait du mot ayzlay qui signifierait en berbère « le fer, la dureté », métaphore utilisée pour qualifier la population de courageuse. Sédentaires, ils peuplent le djebel en dechera, qui sont des villages.

### Moyen Âge et époque moderne
Sous les Aghlabides, les Ousseltia résistent et, malgré la supériorité numérique et militaire des premiers, ils ne réussissent pas à les soumettre. En effet, la tribu participe à la résistance de la reine Kahina, avant d'embrasser l'islam après la prise de la capitale, Aïn Djeloula, en adoptant l'ibadisme.
Au XIe siècle, alors que les Hudhayl (en) s'installent dans la région kairouanaise durant l'invasion hilalienne, ils se font déposséder du territoire par les Ousseltia, poussant les Hudhayl à migrer vers le Nord.
En 1677, ils accueillent au sein de leur djebel le bey Ali, et en 1699 le bey Mourad III, qui tous deux arrivent à s'emparer du pouvoir.
En 1728, lors du conflit qui oppose Ali Pacha à son oncle Hussein, ils prennent parti pour le clan d'Ali Pacha, et l'accueillent lui et son fils Younès au sein de leur djebel. Par ailleurs, ils arrivent à réunir près de 15 000 combattants Ousseltia, tous aguerris et familiarisés avec l'usage du fusil, du poignard, et de la lance. Cependant, avec la défaite d'Ali Pacha et sa migration vers la régence d'Alger, le bey ordonne la dispersion des Ousseltia de leur djebel. Ils sont contraints de quitter leur djebel, sauf les Ouled Manès qui restent dans le djebel et sont exempts du paiement au bey, et sont victimes d'une grande pauvreté, non seulement à cause de la première révolte, mais aussi à cause des sommes qu'ils doivent payer au bey. Cet exode dure sept ans, entre 1728 et 1735, et lorsqu'Ali Pacha devient le bey de Tunis, il ordonne leur retour dans le djebel, ce qui met fin à leur pauvreté.
Cependant, après la mort d'Ali Pacha, c'est le fils de Hussein qui devient bey et en 1759, après le conflit qui oppose celui-ci au petit-fils d'Ali Pacha qui est Ismaïl Ben Younès, ils prennent parti pour Ismaïl et l'accueillent au sein de leur djebel, comme ils l'avaient fait avec son grand-père. Une guerre éclate entre le bey et les Ousseltia, et le bey n'arrive pas à les soumettre, ceux-ci poussant leur razzias jusqu'à la ville de Tunis et commettant des pillages avec cruauté. De nombreuses tribus vont alors prendre parti pour le bey, telles que les Kessera, Jlass, les Ouled Aoun, les Drid, et surtout les Riyah, les Kaoub et Gouazine, ennemis des Ousseltia, qui entrent en guerre contre eux. C'est le début de l'insurrection des Ousseltia, que de nombreuses tribus soutiennent, telles que les Ouled Ayar, les Braga et les Ouled Yahia. Cette insurrection dure trois ans, jusqu'en 1762. Les Kaoub en sortent vainqueurs et dépossèdent les Ousseltia de leur territoire. 

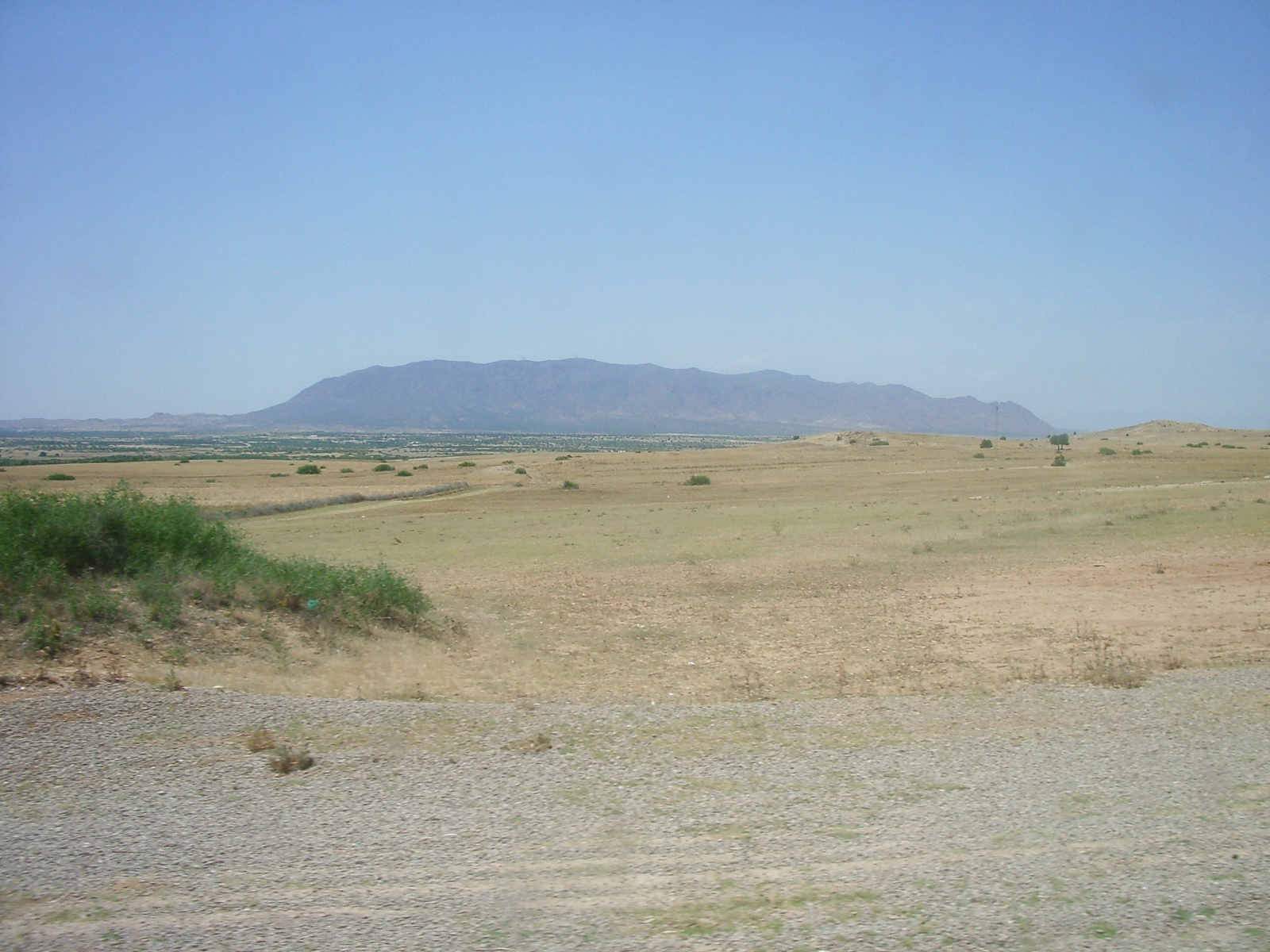
Vue du djebel Ousselat, montagne sur laquelle vivaient les Ousseltia.

Les Ousseltia sont alors chassés de leur djebel, et doivent migrer dans différentes régions de Tunisie, à savoir Kairouan, Tunis, Testour, Bizerte, Le Kef et Béja. Cependant, les principaux foyers d'accueil des Ousseltia sont les régions de Gaâfour, de Téboursouk, des Béjaoua (notamment le village de Tehent) où les Ousseltia restent à l'écart des autres populations, de Zaghouan (dans laquelle est établie la tribu arabe hilalienne des Riyah dont les Ousseltia s'écartent à cause de leur « sauvagerie », les Ousseltia étant eux-mêmes qualifiés de « sauvages » par les colons), le Sahel (dans la ville de M'saken), le territoire des Ouled Ayar, ainsi que le cap Bon. Aux Ousseltia, il faut rattacher la tribu des Mouencia, qui ont partagés le même sort.
Malgré leurs relations conflictuelles avec le bey, ceux-ci contribuent à son armée aux côtés des Zouaouas à hauteur de 10 000 hommes Zouaouas et Ousseltia confondus, et sont constitués en tribu makhzen, enrôlée par le bey. Historiquement, ils sont considérés comme d'excellents agriculteurs, ce qui leur permet de s'intégrer plus facilement dans les endroits où ils migrent. Cependant, ils continuent à être marginalisés par les populations et l'État lors des moments de crises.
En 1864, ils prennent part à la révolte d'Ali Ben Ghedhahem aux côtés d'autres tribus.
Une source évoque même qu'ils étaient la tribu la plus puissante et la plus nombreuse du pays, au côté des Drid et des Riah.

## Démographie
L'historienne Lucette Valensi estime au XIXe siècle les Ousseltia à environ 12 500 personnes, un chiffre qui a largement diminué puisque, un siècle plus tôt, on dénombrait 15 000 combattants, pour 40 000 à 45 000 personnes au total.
La confédération serait composée de différentes tribus, à savoir :
- Ouled Ismail (arabe : اولاد إسماعيل) entre Siliana et Béja, la plus peuplée, constituée de plusieurs fractions : El Armaoui, El Kasbaoui, Achour, Jbali, Daalouche, El Henchiri, Boudbouss, Sliti[1] ;
- Ouled Jbil (arabe : اولاد جبيل) entre Jendouba, Le Kef, et Bizerte, la deuxième plus peuplée, constituée de plusieurs fractions : El Khenissi, Zitoun, El Dhib, El Hichri[1] ;
- Tifaf (arabe : تيفاف) dans le cap Bon et le Sahel, la troisième plus peuplée, constituée de plusieurs fractions : El Nahali, El Salaani, Ben Tamsak, Ben Sliman[1] ;
- Bourahal (arabe : بورحال) entre Siliana et Béja, la quatrième plus peuplée, constituée de plusieurs fractions : El Khamsi, El Eichi, Rahali, Ben Rahal[1] ;
- Ouled Manas (arabe : اولاد مانس) à Kairouan, la moins peuplée[1].

## Culture

### Mode de vie
De nos jours, les vestiges des Ousseltia sont présents dans le djebel, et on retrouve des tombes de saints telles que Mzara, la tombe de Sidi Salem, et Haouita, celle d'un saint inconnu, des anciennes habitations et villages abandonnés, des citernes, des terrasses de culture ainsi que des pressoirs antiques. Des peintures rupestres, sûrement pratiquées par la tribu, sont aussi présentes.
Arboriculteurs, les Ousseltia possédaient des hectares d'oliveraies au pied de leur montagne, qui constituaient une ressource de grande importance, mais qui étaient coupés à chaque fois qu'ils étaient assiégés, comme fut le cas en 1675 ou encore en 1728, où 8 000 pieds d'oliviers furent coupés.
Ils possédaient également des terrasses, bâties en culture sèche durant des siècles, servant principalement à une culture céréalière, notamment pour cultiver l'orge et le blé. Ils avaient également des réservoirs creusés sous la roche ainsi que des bassins d'eau, qui remontent à l'ère hafside, et qui leur servait non seulement d'autosuffisance en eau potable, mais aussi pour leur bétail et leurs oliviers.
La tribu cultivait également les orangers, les cannes à sucre ainsi que les fleurs, telles que la rose, le jasmin ou la violette, et était notamment réputée pour la parfumerie. Elle pratiquait également un artisanat de faïences réputé dans le monde arabe. Durant l'Antiquité, elle cultivait du miel en broyant des caroubes dans l'eau.
L'historien Abu El-Abbas Al-Dardini évoque qu'ils étaient très riches, de par leur grand nombre de chevaux, et très guerriers.
Par ailleurs, celle-ci serait restée berbérophone jusqu'au XVIIIe siècle, date de leur dispersion.

### Culture populaire
La chanteuse tunisienne Saliha a composé Màa el àazzaba (مع العزّابة) racontant l'histoire de cette révolte[Laquelle ?], et énonçant des paroles prononcées par une femme ayant perdu sa fille lors de cette guerre[Laquelle ?].
Par ailleurs, le célèbre cadi malikite tunisien Abou Abdallah Mohamed El Bahri Ben Abdessatar, ou plus simplement cheikh El Bahri El Mansi, fait partie des Ousseltia, de par son appartenance aux Ouled Manès. Deux cheikhs ibadites sont également issus de cette tribu : Abd al-Ghani al-Wasslati al-Mazati et Fatuh ben Abi Hadji al-Wasslati al-Mazati.